# Raïon de Tikhvine
Le raïon de Tikhvine (en russe : и́хвинский райо́н, Tikhvinsky raion) est une subdivision administrative de l'oblast de Léningrad, dans le nord-ouest de la Russie. 
Son centre administratif est la ville de Tikhvine.

## Géographie
Le raïon a une superficie de 7 018 km2.
Il est situé au sud-est de l'oblast et borde le raïon de Lodeïnoïe Pole au nord, le raïon de Podporojie au nord-est, le raïon de Babaïevo de l'oblast de Vologda à l'est, le raïon de Boksitogorsk au sud-est, le raïon de Lyubytino de l'oblast de Novgorod au sud, le raïon de Kirichi à l'ouest et le Raïon de Volkhov au nord-ouest.

## Population
Recensements (*) ou estimations de la population :
| 1979*  | 1989   | 2002   | 2010   |
| ------ | ------ | ------ | ------ |
| 19 358 | 17 104 | 14 637 | 70 988 |

| 2013   | 2015   | 2021   | - |
| ------ | ------ | ------ | - |
| 70 994 | 70 489 | 68 475 | - |